# 義経神社
義経神社（よしつねじんじゃ）又は義經神社は、日本の北海道沙流郡平取町にある神社。祭神は源九郎判官義經（源義經）。1941年（昭和16年）まで正式には「義經社」と称した。敷地内に義經資料館付設。

## 沿革
- 創建の正確な年紀不詳。[1]
- 1876年（明治09年）2月 - 村社に列格（当時はハヨピラ山に所在[2]）。
- 1884年（明治17年）8月 - 小松宮彰仁親王が台臨、祭祀料下賜。[1]
- 1888年（明治21年）- 沙流川水害及び山崩れにより社が流失[2]。
- 1901年（明治34年）- 沙流川水害によりホンスマウンナに仮社殿造営。[1]
- 1906年（明治39年）11月13日 - 神饌幣帛料供進神社に指定（北海道庁）。[1]
- 1911年（明治44年）9月11日 - 皇太子北海道行啓時、甘露寺侍従が代拝。[1]
- 1920年（大正09年）8月15日 - 社殿造営・遷座。[1]
- 1922年（大正11年）7月22日 - 摂政宮北海道行啓時、本多侍従が代拝。[1]
- 1941年（昭和16年）3月25日 - 郷社に列格。[1]
- 1941年（昭和16年）10月10日 - 義經社を「義經神社」に変更。[1]
- 1942年（昭和17年）1月23日 - 神饌幣帛料供進神社に指定。[1]
- 1946年（昭和21年）6月19日 - 宗教法人（北承232号）に。[1]
- 1961年（昭和36年）8月15日 - 現社殿造営。[1]

## 由来

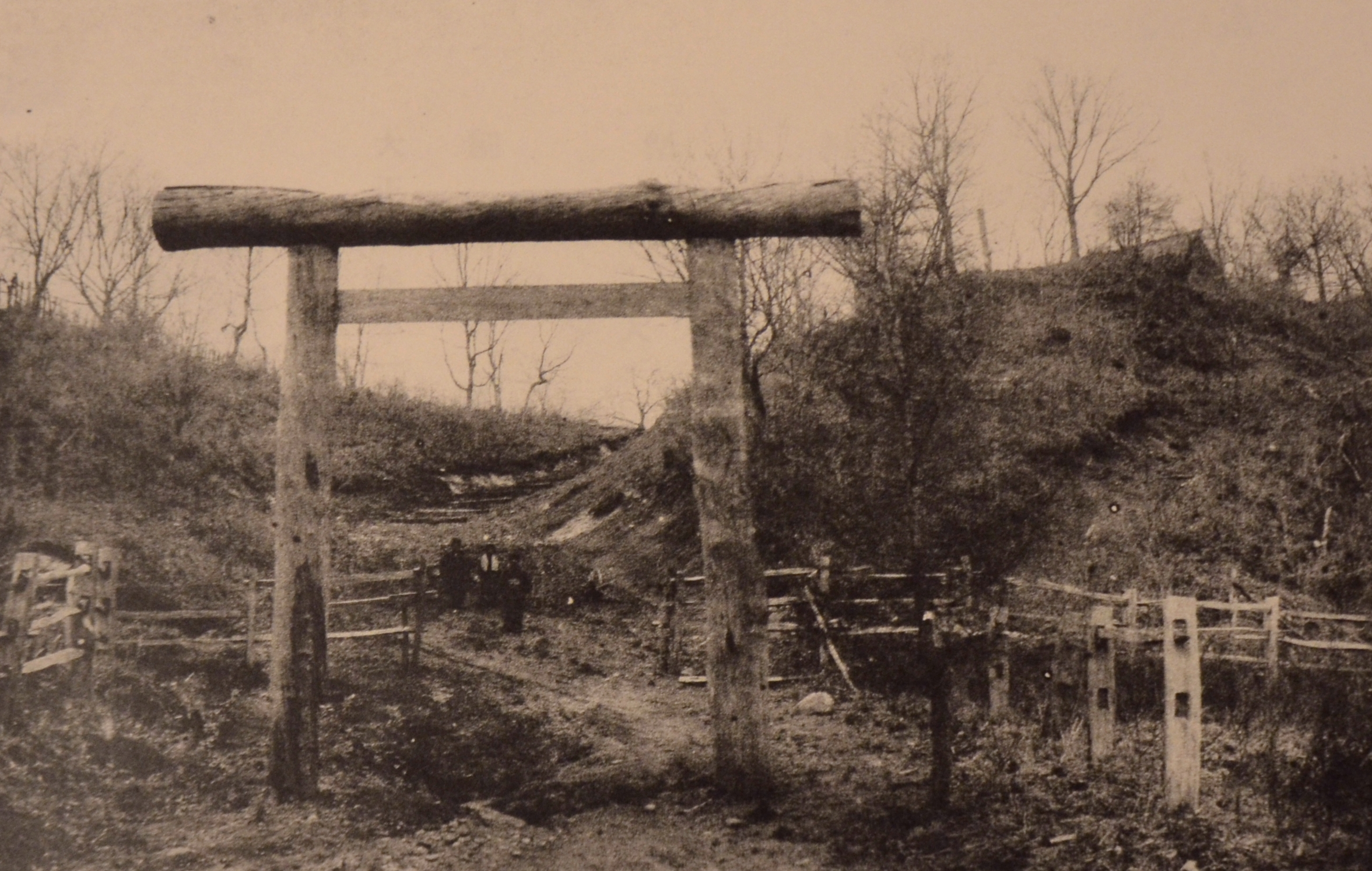
明治〜大正時代の義経神社の社頭

1791年（寛政3年）、沙流場所請負人の山田文右衛門が建立したのが始まりという説と、1798年（寛政10年）に北方調査のため蝦夷地を訪れた幕臣近藤重蔵が、平取のアイヌが崇敬していた英雄オキクルミを源義経と同一視し、翌1799年（寛政11年）あるいは1802年（享和2年）に、小祠をハヨピラ山に建て、仏師に彫らせた源義経の木像（像背面に寛政十一年己未四月二十八日、近藤重蔵藤原守重、比企市良右衛門藤原可滿と刻み、基部に江戸神田住大仏工法橋善啓と墨書）を安置したのが始まりとする説がある。2度の水害により社が流されたが、その度に義経像は無事発見され、首長である平村ペンリウクによって現在地に遷座されたとされる。
社伝によれば、義経一行は、蝦夷地白神（現在の福島町）に渡り、西の海岸を北上し、羊蹄山を廻って、日高ピラトリ（現在の平取町）のアイヌ集落に落ち着いたとされ、そこで農耕、舟の製作法、機織りなどを教え、アイヌの民から「ハンガンカムイ」（判官の神ほどの意味か）あるいは「ホンカンカムイ」と慕われたという。他にアイヌの民の間ではアイヌの民から様々な宝物を奪った大悪人だという伝承もあり、義経に裏切られて女の子（メノコ）が自殺を遂げた場所も存在する。

## 行事
- 令和七年義經神社年間（恒例）祭事表
- １月１日　　午前１０時　歳旦祭
- １月１５日　午前１０時　どんど祭
- ２月２日　　夕刻　　　　節分祭
- ２月６日　　午前１１時　初午祭　　　　大祭
- ２月１１日　午前１０時　紀元祭
- ２月２３日　午前１０時　天長祭
- ２月２８日　午前１０時　義經公生誕祭　　　　旧２月１日
- ３月２０日　午前１１時　祈年祭　　　　大祭
- ６月３０日　夕刻　　　　夏越しの大祓
- ８月１４日　夕刻　　　　宵宮祭
- ８月１５日　午前９時　　例大祭　　　　大祭
- １０月第２日曜日　午後　崇敬者大祭　　大祭
- １１月２３日　午前１１時　新嘗祭　　　大祭
- １２月３１日　大晦日　夕刻　年越しの大祓　除夜祭

## 義經資料館
- 開館時間：9時-17時、休館日：月曜日
- 見料大人200円　小中学100円
- 源義經に関係する資料を展示。
- 平取地区に関係する、歴史的な人物の資料なども展示。